# راي ليمان ويلبر
راي ليمان ويلبر (بالإنجليزية: Ray Lyman Wilbur)‏ هو طبيب وسياسي أمريكي، ولد في 13 أبريل 1875 في بون في الولايات المتحدة، وتوفي في 26 يونيو 1949 في ستانفورد في الولايات المتحدة. حزبياً، نشط في الحزب الجمهوري. وقد انتخب وزير داخلية الولايات المتحدة (5 مارس 1929 – 4 مارس 1933) وانتخب مستشاراً (1916 – 1943) وانتخب عميد مدرسة طب جامعة ستانفورد (1911 – 1916).

## روابط خارجية
- راي ليمان ويلبر على موقع إن إن دي بي (الإنجليزية)